# Sam Huntington

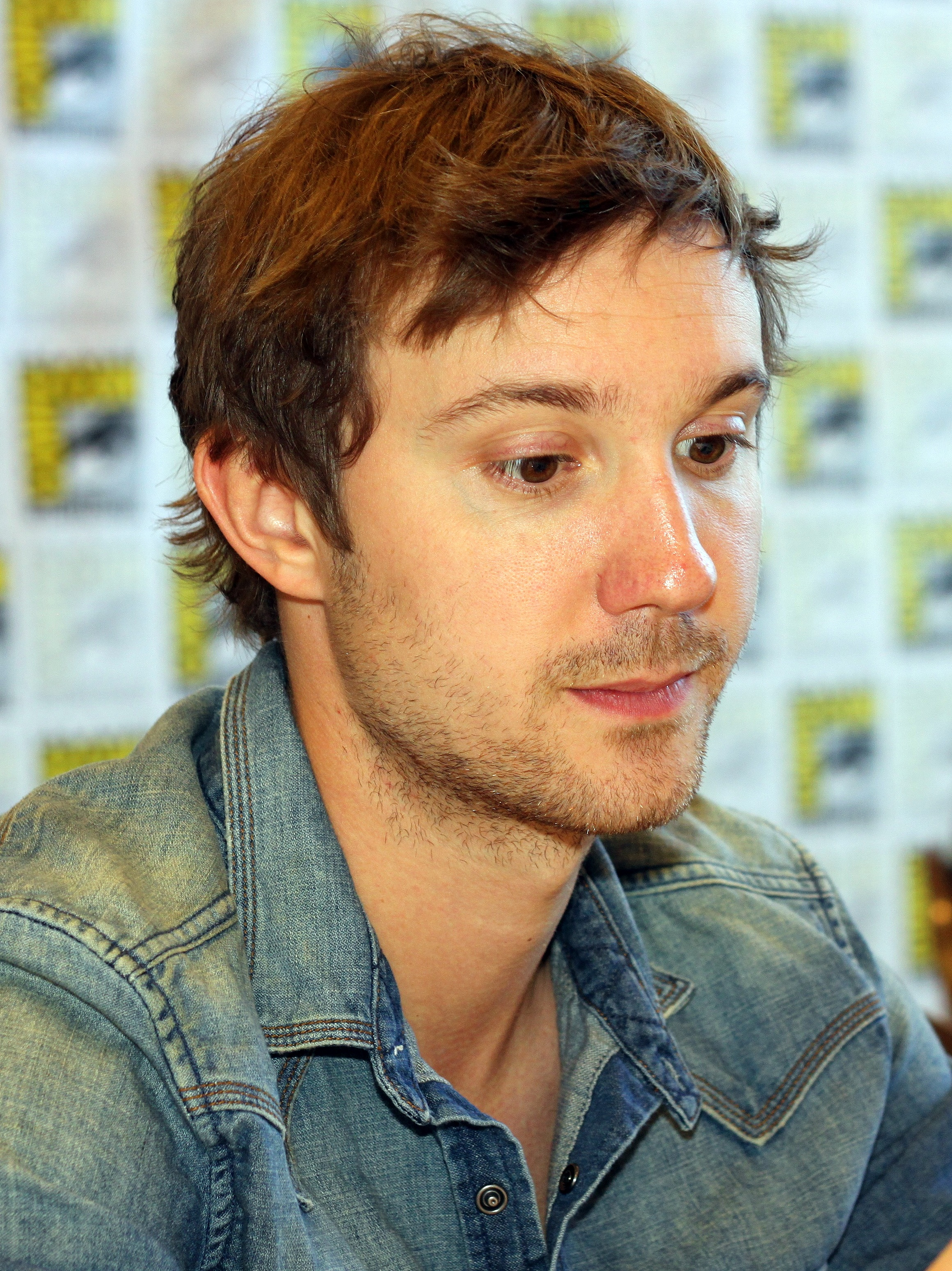
Sam Huntington (2011)

Sam Huntington (* 1. April 1982 in Peterborough, New Hampshire) ist ein US-amerikanischer Schauspieler.

## Leben
Huntington ist der Sohn eines selbstständigen Tischlers und einer Schauspielerin, die auch Lehrerin und Managerin ihres Sohnes ist. Auch hat er eine jüngere Schwester. Huntingtons Großonkel ist der Oscarpreisträger Ralph Bellamy, der ihm bei seinem Tod im Jahr 1991 seine Oscar-Statue vererbte.
Seine Karriere begann im Alter von neun Jahren, als er unter der Regie seiner Mutter im Kindertheater The Black Box mitwirkte. Auch war Huntington drei Sommer lang Teil des Ensembles am Andy’s Summer Playhouse in Wilton. Am Franklin Pierce College in Rindge war er ebenfalls im Schultheater tätig.
Trotz seiner Erfolge auf der Bühne wollte Huntington stets auch als Filmschauspieler populär werden. Deshalb zog er mit seiner Mutter für ein Jahr nach New York City, wo er an der renommierten Professional Children’s School die 7. Klasse absolvierte und dabei ein guter Freund von Macaulay Culkin wurde.
Sein Filmdebüt erfolgte 1996 in einer Nebenrolle in Die Glut der Gewalt. Doch bereits ein Jahr später, 1997, bekam er seine erste Hauptrolle, die wohl seine bekannteste werden sollte. Er verkörperte an der Seite von Tim Allen den Indianerjungen Mimi-Siku in Aus dem Dschungel, in den Dschungel. Er erntete Lob von der sich zufällig in New York aufhaltenden Sarah Ferguson, Herzogin von York, sowie eine Nominierung für den Saturn Award. Zwei Jahre später erhielt er für seinen Part in der Komödie Detroit Rock City eine Nominierung für den YoungStar Awards.
Seit diesem Zeitpunkt steht er in verschiedenen Spielfilmen und Fernsehserien vor der Kamera. Unter anderem war er von 2011 bis 2014 in der Syfy-Serie Being Human in der Hauptrolle des Josh Levison zu sehen. Auch hatte er die zweiteilige Gastrolle des Luke Haldeman in der ersten Staffel der Serie Veronica Mars inne. Diese Rolle verkörperte er 2014 auch in der gleichnamigen Filmfortsetzung.
Im August 2012 heiratete Huntington seine Freundin, die Schauspielerin Rachel Klein. Das Paar hat zwei Kinder.

## Filmografie
- 1996: Die Glut der Gewalt (Harvest of Fire)
- 1997: Law & Order (Fernsehserie, Folge 8x09)
- 1997: Aus dem Dschungel, in den Dschungel (Jungle 2 Jungle)
- 1999: Detroit Rock City
- 2001: Nicht noch ein Teenie-Film (Not Another Teen Movie)
- 2004: Plötzlich verliebt (Sleepover)
- 2004: Home of Phobia (Freshman Orientation)
- 2004: CSI: Miami (Fernsehserie, Folge 3x04)
- 2004: U-Boat (In Enemy Hands)
- 2004–2005: Veronica Mars (Fernsehserie, Folge 1x05 und 1x21)
- 2005: CSI: NY (Fernsehserie, Folge 1x15)
- 2006: Superman Returns
- 2007: Cavemen (Fernsehserie, 8 Folgen)
- 2008: Fanboys
- 2010: Human Target (Fernsehserie)
- 2010: Dylan Dog (Dylan Dog: Dead of Night)
- 2011–2014: Being Human (Fernsehserie, 52 Folgen)
- 2012: Warehouse 13 (Fernsehserie, Folge 4x04)
- 2014: Veronica Mars
- 2015: The Throwaways
- 2016: Sully
- 2016–2017: Rosewood (Fernsehserie, 24 Folgen)
- 2019: Good Girls (Fernsehserie, 10 Folgen)
- 2018: iZombie (Fernsehserie, Folge 4x03)
- 2023: The Last Stop in Yuma County
- 2025: Bride Hard